# Emergency Contact
«Emergency Contact» es una canción de la banda estadounidense de post-hardcore Pierce the Veil, lanzado a través de Fearless Records el 11 de noviembre de 2022 como el segundo sencillo de su tercer álbum de estudio The Jaws of Life (2023). La canción alcanzó el puesto número uno en la lista de radio alternativa de los Estados Unidos en agosto de 2023.

## Antecedentes
El cantante principal Vic Fuentes explica antes del concierto que "Emergency Contact" es: "Sabes, cuando eres más joven y vas al médico y te piden que anotes tu contacto de emergencia, por si algo sale mal, y cuando eres niño siempre dejas de lado a tu mamá, papá o tu tutor. Recuerdo ese momento de mi vida en el que mi esposa se convirtió en mi contacto de emergencia, la persona que más quiero en el mundo. Y pensé que era un momento muy romántico de una manera muy morbosa y jodida, así que escribimos una canción sobre ello".

## Recepción
La canción es una representación más cercana del cambio de estilo de Pierce the Veil en comparación con el sencillo anterior, "Pass the Nirvana", el nuevo estilo fue bien recibido y la canción alcanzó el puesto número uno en la lista US Alternative Airplay en agosto de 2023, junto con elogios internacionales de la crítica, en particular la estación de radio alternativa de Australia, Triple J, donde Pierce the Veil interpretó la canción junto con "Karma Police" de Radiohead.

## Video musical
El 11 de noviembre de 2022 se lanzó un video musical en YouTube junto con la canción. Fue dirigido por Marc Klasfeld, el video muestra a la banda en un espacio oscuro, solo con sus amplificadores, junto con otras escenas de una chica (Mary Mouser) en una bañera. Hasta abril de 2024, el video había recibido 3,1 millones de visualizaciones en la plataforma.

## Personal
Pierce The Veil
- Vic Fuentes - voz, guitarra rítmica, guitarra acústica
- Tony Perry - guitarra rítmica
- Jaime Preciado - bajo, programación, coros

Músico adicionales
- Brad Hargreaves – batería

Producción
- Paul Meany - Productor